# Jean-Marie Miossec
Pour les articles homonymes, voir Miossec (homonymie).
Jean-Marie Miossec est professeur des universités en géographie-aménagement. Il a été président de l'université Paul-Valéry de Montpellier.

## Recherche en géographie
Ses études sont, à l'origine, spécialisées en géographie et aménagement des littoraux touristiques, une géographie du bassin méditerranéen et du monde arabe. Sa thèse d'État porte sur le tourisme en Tunisie. Il est à l'origine de quelques-uns des articles de géographie française du tourisme parmi les plus cité à l'étranger, notamment son article de L'Espace géographique en 1977.

## Carrière administrative
Jean-Marie Miossec est également responsable du Master « Gestion des littoraux et des mers » et coresponsable du Master « Identité et territoires en Méditerranée et Orient ».
Il est directeur du laboratoire « Gestion des Sociétés, des Territoires et des Risques » (GESTER, EA 3766). L’EA GESTER s’est agrandie en 2011 : en fusionnant avec une équipe de l’IRD (UR199), elle a donné naissance à l’UMR GRED (Gouvernance, Risque, Environnement, Développement).
Jean-Marie Miossec devient Président de l'université Paul-Valéry du 15 avril 2003 au 5 mai 2008.

## Publications
- L'Espace touristique africain : essai méthodologique, Centre d'études du tourisme, Aix-en-Provence, 1975.
- Géohistoire de la régionalisation en France, Presses universitaires de France, 2009,  (ISBN 978-2-13-056665-6).